# 法爾斯考瑟河
法爾斯考瑟河是意大利的河流，位於波爾扎諾自治省，屬於阿迪傑河的支流，河道全長41.4公里，流域面積301平方公里，河口處在拉納。

## 外部連結
- Civic Network of South Tyrol （页面存档备份，存于） （德文） （意大利文）